# IPV

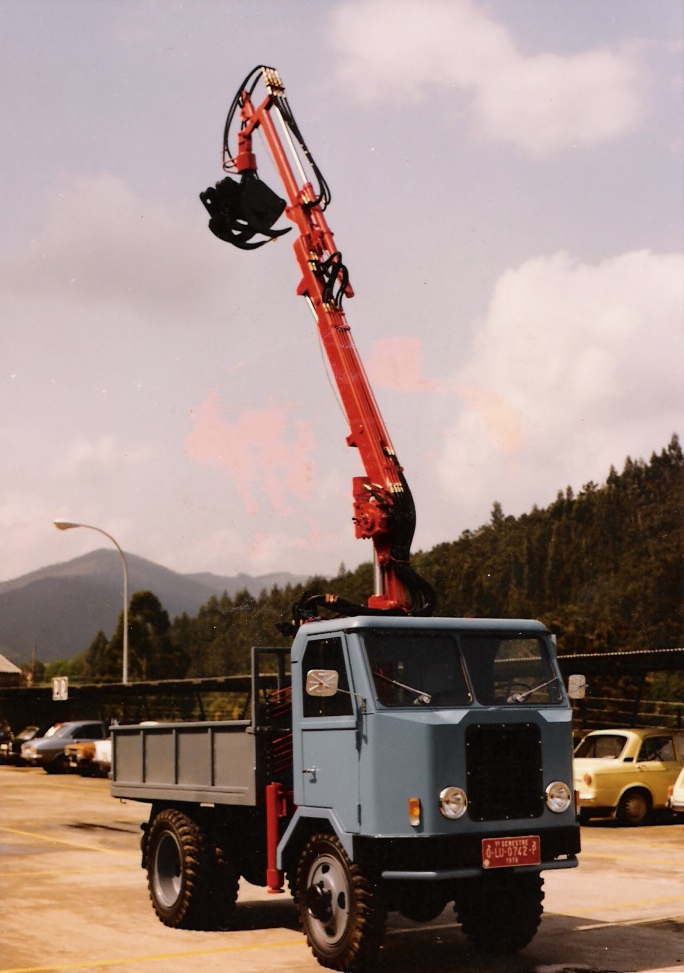
Camión grúa de IPV.

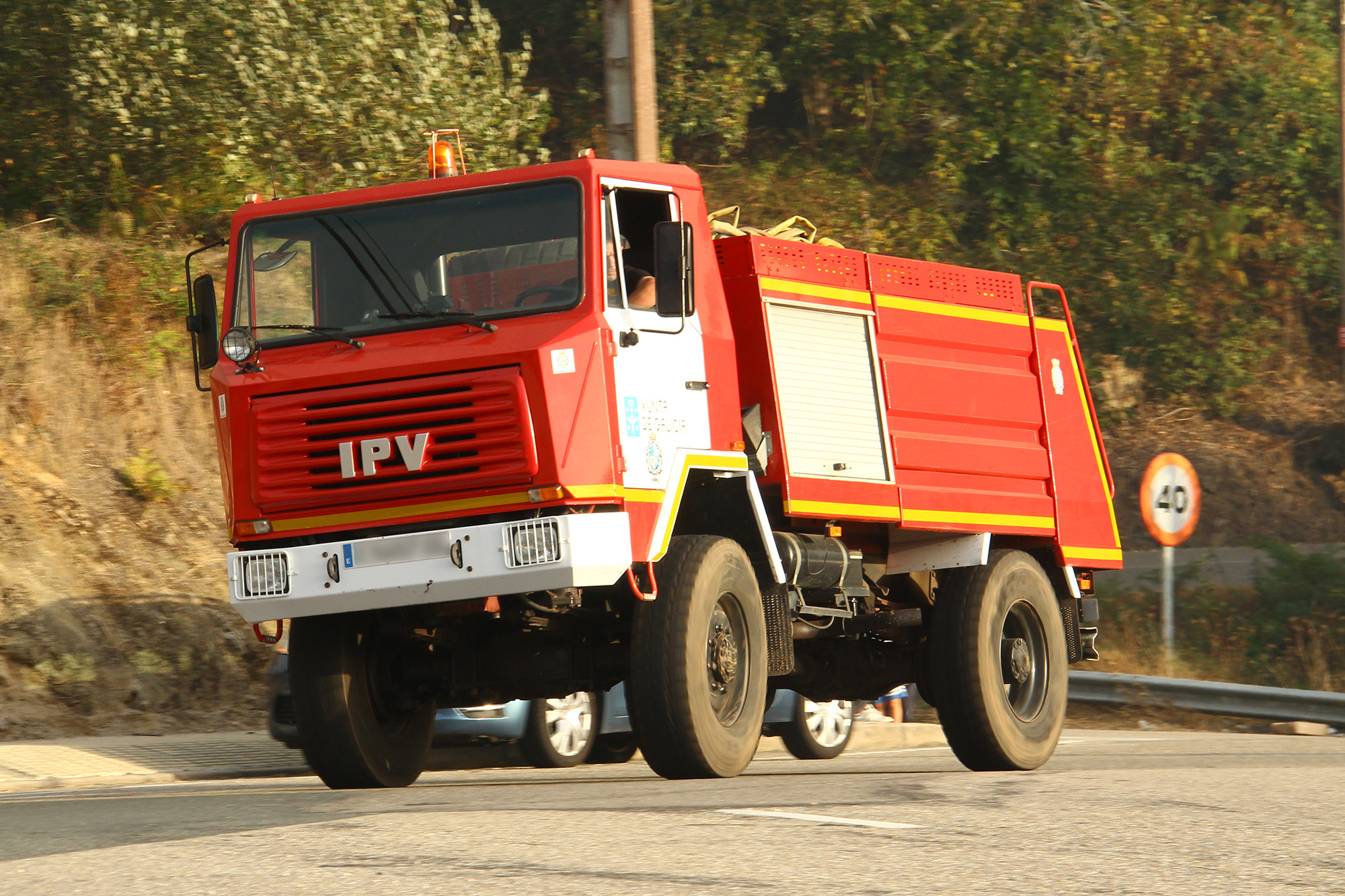
Un camión IPV antiincendios.

IPV (Originalmente  Industrias Puentenuevo Villaodrid y posteriormente Investigación y Proyectos de Vehículos especiales, S.A.) fue una marca gallega de automoción, con sede en Puente Nuevo, en la provincia de Lugo (España). Muy ligada con la zona y su orografía y paisaje al estar estrechamente ligada a la industria forestal, minera y agrícola de la provincia. Su principal actividad era la producción de camiones. Extrabajadores de IPV fueron los fundadores de URO en 1981.

## Historia

### Precedentes
Entre los muchos vehículos llegados a España durante la guerra civil se encontraban 328 carrocetas OM 35 italianas. Estas fueron utilizadas para el transporte de tropas. Las pocas que sobrevivieron amontonadas en los cuarteles fueron subastadas por el Ejército en los años 50. Debido a sus características técnicas fueron adquiridas en su mayoría para explotación forestal del norte peninsular, recayendo la gran mayoría en la provincia de Lugo. Como existía en esos años gran carestía de recambios, varios talleres de esta zona se fueron especializando en su reparación y les iban realizando mejoras (como cambios de motor y cajas nuevas). Incluso comienzan a fabricarse nuevas carrocetas de forma artesanal.

### Mafsa
La gran especialización llevada a cabo por tres talleres de automoción que estuvieron durante años arreglando estos pequeños camiones 4x4 finaliza con la constitución de la Sociedad Miranda, Alonso, Fernández, S.A. (M.A.F.S.A.) el 2 de mayo de 1963. El objeto de la empresa sería homologar un prototipo ante el Ministerio de Industria y su posterior comercialización, debido al nuevo imperativo legal de declarar estas modificaciones como vehículos de nueva fabricación.
Al principio, Mafsa fabricó solamente un camión de eje estrecho específicamente diseñado para la industria maderera gallega. La elaboración era aún bastante artesanal y como no tenía distribuidores, las carrocetas se vendían solo en fábrica. 
En 1968 aparece el modelo 950 equipado con motores Barreiros D-60.34 de 3770 C.C. o Perkins 6-305 de cinco litros de cilindrada. Ambos con una potencia de 90 CV y 92 CV respectivamente. Su éxito le permitió a Mafsa expandirse hacia camiones 4x4 multiusos, que estaban muy demandados para usos de extinción de incendios y en la construcción.
A principios de los 70 se estableció una red de distribuidores (Galicia, Asturias, Cantabria, León, Madrid y Barcelona) y se consolidó la marca. Aparecen los modelos 500 L y 750 P con motor Perkins-Hispania 4.203 D (3.330 C.C. y 64 CV). Con el 950 P desaparece la opción del motor Barreiros.
En los 80 se actualizan los modelos, siendo la gama:
- IPV 85 TT: Monta motor perkins 4.236 de cuatro cilindros, 3.800 cc y 80 cv. P.M.A.: 8500 kg (4.330 kg de carga útil carrozado con caja basculante y cabrestante)
- IPV 4T-95: Motor Perkins de 6 cilindros y 101 cv. P.M.A.: 9.500 KG.
- IPV 110 TT: Motor diésel de seis cilindros y 115 cv. P.M.A.: 11.000 kg (6.060 kg de Carga útil carrozado con caja basculante y cabrestante)
- IPV 4T-115: Motor diésel de seis cilindros y 115 cv. P.M.A.: 11.500 kg (6.150 kg de Carga útil carrozado con caja basculante y cabrestante)

A finales de los años 80 se amplía la gama con cuatro motorizaciones y nueve batallas diferentes quedando en el principio de los noventa así:
- IPV 94 TT: Motor Nissan de 4 cilindros, 3990cc y 94cv.
- IPV 177 TT: Motor Nissan de 6 cilindros, 177cv y 6 litros de cilindrada.
- IPV 180 R: Motor Caterpillar de 8 cilindros en V, 10,4 litros de cubicaje y 180 cv (214 cv opcionalmente). 14 Tm de carga máxima.

Se crea la división de defensa (aunque siempre sirvieron al Ejército) para la investigación y desarrollo de vehículos militares. De la cual nace el camión 6x6 de múltiples aplicaciones IPV M 24.27 con motor MAN de 6.781 cc, 270 CV y 24 Tm de carga max. y la tanqueta blindada 4x4 IPV M 18.19 con motor MAN de 6 litros, 190CV y 17.5 Tm.

### Investigación y Proyectos de Vehículos especiales, S.A.
En mayo de 1999 Mafsa se convierte en Investigación y Proyectos de Vehículos especiales, S.A. La gama IPV creció hasta los vehículos de 270 cv y 24 toneladas, mientras que los motores OEM fueron reemplazados por motores MAN. También las cabinas fueron rediseñadas y modernizadas. También se crearon algunos modelos especiales como un camión bimodal carretera-raíl y un tractor de puerto. 
Con el cambio de milenio la gama quedó:
- IPV 12.22: Vehículo 4x4
- IPV 14.16: Vehículo 4x4, Motor MAN D 0824 (4.580 c.c., 155 C.V. a 2400 r.p. m.), velocidad máxima 85 km/h y P.M.A. de 14.000 kg.
- IPV 14.18: Vehículo 4x2
- IPV 14.22 : Vehículo 4x4
- IPV 18.22 : Vehículo 4x2, Motor MAN D 0826 LF-18 (6 cil. en línea, 6.871 c.c., 220 C.V. a 2400 r.p. m.), velocidad máxima limitada a 105 km/h y P.M.A. de 17.500 kg.

IPV presentó suspensión de pagos en agosto de 2006, pero en ningún momento paró su producción. La empresa pasó por momentos malos. Tanto fue así que se vio abocada de forma voluntaria a plantear un procedimiento concursal del que salió con éxito y para lo que se ha contado con la colaboración absoluta del gobierno gallego, en concreto de SES Galicia y de su director general, que ha tenido una fe enorme en IPV y en darle un nuevo impulso a la fábrica. SES Galicia ha participado de forma considerable en la ampliación de capital y ha concedido un crédito muy importante. Con esto y con otros recursos de otros socios la fábrica cuenta con opciones de despegue muy positivas.

### Actualidad
En la actualidad el nuevo presidente, Juan Arsuaga Echeverría, confirmó recientemente en una entrevista a La Voz de Galicia que el nuevo accionariado está repartido entre la sociedad coruñesa Equipamientos Europeos 2005 (53%), XES Galicia (40%), Talleres Doval (3%), el grupo financiero madrileño Argabi (3%) y, el resto, un 1% está distribuido entre otros accionistas.
Partiendo como su principal socio a Equipamientos Europeos, que se encarga de la implantación de las nuevas tecnologías de la automoción, en campos como la lucha contra la contaminación, el ahorro energético y el cuidado medioambiental. Centrándose en especial en el sector de camiones de medio tonelaje (14 a 17 Tm de PMA).
Hoy en día la fábrica está obsoleta ya que necesita mucha mano de obra y depende de repuestos de otras marcas. Compite con mejores y más baratos vehículos. La única baza con la que cuenta es la total personalización del modelo a fabricar.

### Futuro que se le presenta a IPV
Desde hace unos años IPV se ha centrado en construir el chasis y cabina dedicados a lo recogida de residuos sólido-urbanos en las ciudades. La forma del vehículo, muy estrecho y con gran capacidad de carga, lo hace muy apropiado para trabajar en calles estrechas de los cascos históricos y en las ciudades. 
El 20 de febrero de 2013, la empresa echa el cierre, de forma definitiva. En 2019 vuelven a trabajar en la fábrica, fabricando camiones para la basura, con la marca Buxo Trucks.

## Historia deportiva
En el afán de demostrar las posibilidades de un camión íntegramente fabricado en España con la peculiaridad de ser íntegramente 4x4 se destinó un camión IPV modelo 180 R a formar un equipo que participaría en el Granada-Dakar 1994. Participó con el dorsal 403 en la categoría de peso inferior a 10 toneladas. El camión era de serie, con algunas modificaciones en el embrague, un sistema de hinchado y deshinchado de ruedas automático, el equipo de información necesario, y los lógicos sistemas de navegación, tripmaster y GPS. Contaba con un motor Caterpillar de ocho cilindros en V y 280 Cv de potencia que desarrollaba una velocidad máxima de 140 km/h. El equipo estaba formado por Antonio Zanini de piloto, Manel Juncosa de copiloto y los mecánicos. Una vez terminado se carrozó como camión de la basura para el ayuntamiento de Madrid.
En el París-Dakar-París de 1995, Agustín Fernández y Elíseo Bouza condujeron un IPV 180 R (Dorsal 451). Las prestaqciones del vehículo eran: 280cv, 17680c.c. y 7800kg de peso y una velocidad máxima de 160km/h.
Participó en el rallye de los faraones de 1992 un IPV 180 R con el dorsal 304 conducido por Vines y Company. 
También participaron en la ruta del Eo 4x4 en tres ediciones que hubo (1993,94 y 95).